# Šentrupert
Šentrupert (in passato in tedesco Sankt Ruprecht) è un comune di 2 419 abitanti della Slovenia meridionale.
Il comune è stato creato nel 2006, per distaccamento da Trebnje.
Durante il dominio asburgico fu comune autonomo.
Dal 1941 al 1943, durante l'occupazione italiana a seguito dell'invasione della Jugoslavia, ha fatto parte della Provincia di Lubiana, sempre come comune distinto.

## Località
Il comune è diviso in 24 insediamenti (naselja):
- Bistrica
- Brinje
- Dolenje Jesenice
- Draga pri Šentrupertu
- Gorenje Jesenice
- Hom
- Hrastno
- Kamnje
- Kostanjevica
- Mali Cirnik pri Šentjanžu
- Okrog
- Prelesje
- Ravne nad Šentrupertom
- Rakovnik pri Šentrupertu
- Ravnik
- Slovenska vas
- Straža
- Šentrupert
- Škrljevo
- Trstenik
- Vesela Gora
- Vrh
- Zabukovje
- Zaloka